# Eriphosoma marcela
Eriphosoma marcela là một loài bọ cánh cứng trong họ Cerambycidae.